# Atomenergikommissionen
Atomenergikommissionen var en foreløbig kommission, der blev nedsat af regeringen 8. marts 1955 og bekræftet ved lov i Folketinget  16. december 1955. Formålet var at forberede en aktiv indsats fra dansk side for udnyttelse af atomenergien til samfundets tarv. §1. i loven lød: Til fremme af atomenergiens fredelige udnyttelse til samfundets tarv nedsættes en atomenergikommission.
Kommissionens sammensætning og medlemstal skulle bestemmes af finansministeren, og det skulle sikres, at videnskabelig og teknisk forskning og de væsentligste samfundsinteresser forbundet med den fredelige udnyttelse af atomenergien blev repræsenteret. Den daglige virksomhed skulle varetages af et forretningsudvalg bestående af op til 7 af kommissionens medlemmer. Der var 24 medlemmer, der repræsenterede industri, erhvervsliv, kraftværkerne, videnskab og arbejderorganisationerne. 31. januar 1956 nedsattes et koordinationsudvalg, Det Interdepartementale Atomenergiudvalg.
Atomenergikommissionen blev organiseret i  en teknisk-videnskabelig- og en administrativ afdeling (sekretariatet).  Den vigtigste opgave blev etableringen og styrelsen af Forsøgsanlæg Risø, der blev taget i brug 15. august 1957.
I 1960 blev Atomenergikommissionen overført til Statsministeriet. og i 1962 til Undervisningsministeriet.  I januar 1976 overførtes den til Handelsministeriet, dog sådan at tilsynet med nukleare anlæg kom under  Miljøministeriet.  Atomenergikommissionen blev nedlagt, da  Energistyrelsen blev oprettet i slutningen af april 1976.